# Francisca Puertas Maroto
Francisca Puertas Maroto (Madrid, 1958) és una química espanyola que es dedica a investigar en el camp de la Ciència i Tecnologia dels Materials, i més concretament en l'estudi i desenvolupament de materials de construcció. També és Professora de Recerca del CSIC en l'Institut de Ciències de la Construcció Eduardo Torroja (IETCC-CSIC), així com membre de la Comissió de Dona i Ciència del CSIC.

## Biografia
L'any 1980 es va llicenciar en Ciències Químiques per la Universitat Autònoma de Madrid (UAM), on es va doctorar el 1987 sent el títol de la seva tesi: “Ocupació d'escòries de forn alt com a cru en l'obtenció de ciment i modificació de les seves fases per efecte del manganès. Reaccions d'hidratació”.
Va treballar durant un breu període com a professora de secundària, feina que va abandonar per iniciar, a partir de l'any 1984, la seva carrera com a investigadora gràcies a una beca de Formació del Personal Investigador (FPI), la qual li va permetre dedicar tot el seu temps a la tesi doctoral, que dirigia el Professor Tomás Vázquez Moreno, i en la qual va estudiar la incorporació d'escòries cristal·litzades d'alt forn en la preparació de crus de ciment, en substitució parcial de les calcàries i argiles, amb l'objecte d'aconseguir millores de tipus mediambiental, energètic i econòmic.
Després del seu doctorat entre 1988 i 1989 va passar a treballar en l'Institut Eduardo Torroja del CSIC com a becària postdoctorat, sent contractada més tard com a investigadora al Centre de Recerca de Repsol Petroli, sent responsable del Laboratori de Química de l'Estat Sòlid en el Departament d'Analítica. Va passar a treballar a partir de 1990 com a Científica Titular en el IETcc-CSIC, arribant a ser Investigadora Científica l'any 2003 i aconseguint plaça com a Professora de Recerca l'any 2009. Forma part de la Comissió Permanent del Ciment del Ministeri de Foment i de la Comissió de Dona i Ciència del CSIC per l'Àrea de Ciència i Tecnologia de Materials. De 2007 a 2016 va formar part de la Junta directiva l'Associació de Dones Investigadores i Tecnòlogues (AMIT), el tres darrers anys com a Secretària General.

## Línies de recerca
Com a investigadora Francisca Puertas Maroto ha treballat en dues línies fonamentalment:
- la “Química del Ciment”, àmbit en el qual se centra en l'estudi físic-químic del procés de fabricació de ciments, l'ocupació de procediments i materials alternatius (residus i subproductes industrials), així com en l'impacte ambiental que aquests materials tenen.[3]
- els “Nous Materials de Construcció”, estudiant ciments ecoeficients i ciments especials, l'ús d'additius en els mateixos i el desenvolupament de nous materials.

Malgrat això cal destacar que durant un temps es va dedicar a una tercera línia de recerca, en la qual se centrava en l'estudi del Patrimoni Històric-Artístic, investigant les causes de la deterioració dels materials de construcció antics mitjançant nous mètodes, estudiant els materials i desenvolupant uns altres més idonis (com a morters) per la de monuments històrics-artístics.

## Publicacions
La seva extensa i intensa vida com a investigadora ha donat lloc a una àmplia gamma de produccions científiques, que compta amb més de 130 articles en revistes indexades i la participació en més de 70 publicacions col·lectives (capítols de llibres, monografies, proceedings de congressos).
Destaquen a més els llibres dels quals és coautora com:
- Aditivos para el hormigón: compatibilidad cemento-aditivos basados en policarboxilatos. Consell Superior d'Investigacions Científiques, 2009. ISBN 9788400089078. Publicat amb María del Mar Alonso López i Marta Palacios Arévalo.
- Ocupació de residus ceràmics com a matèria primera alternativa en la fabricació de ciment Pórtland. Monografías del Instituto Eduardo Torroja, octubre 2011. ISBN 8400093682; ISBN 978-8400093686. Publicat amb Irene García Díaz.

A més és, des de 1997, la directora de la revista científica internacional Materiales de Construcción (editada pel CSIC), i és membre de l'Editorial Board de la revista International Cement and Concrete Composites. D'altra banda, el seu compromís amb la presència i visibilització de les dones en l'àmbit de la ciència i de la tecnologia li han fet realitzar conferències i taules rodones sobre aquesta temàtica, i ha escrit i publicat el llibre: El Papel de las Mujeres en la Ciencia y la Tecnología, (Santillana 2015).

## Reconeixements i Premis
En 2010 va rebre el premi SOCIEMAT (Societat Espanyola de Materials) a la millor carrera científica.